# Prince Ali
Prince Adams Ali (El Bronx, Nueva York, el 11 de agosto de 1996) es un jugador de baloncesto estadounidense con pasaporte ghanés. Mide 1,93 metros, y juega en la posición de escolta.

## Trayectoria deportiva
Es un jugador natural de El Bronx, Nueva York, formado en el Instituto Sagemont de Weston donde destacó por sus números, lo que le proporcionaron ingresar en la Universidad de California en Los Ángeles en la temporada 2015-16. Prince pertenecería a los UCLA Bruins desde 2015 a 2020, incluyendo una temporada en blanco en la temporada 2016-2017. 
Tras no ser drafteado en 2020, en 2021 se marcharía a Europa para jugar algunos encuentros con el Bærum Basket,  en los que promedió 24.7 puntos, 4.7 rebotes y 2 asistencias.
El 17 de julio de 2021, firma por el Palencia Baloncesto de la Liga LEB Oro.
El 11 de julio de 2022, firma por el Crailsheim Merlins de la Basketball Bundesliga. Sin embargo dejó el equipo durante la pretemporada, sin llegar a jugar ningún partido oficial.
El 28 de septiembre de 2022, firmó por un mes con el Covirán Granada de la Liga ACB, para cubrir la baja por lesión de Dejan Todorovic con el que promedia 8,4 puntos y un 46 por ciento en triples.
El 16 de enero de 2023, firma por el Carplus Fuenlabrada de la Liga ACB.
En julio de 2023, firma por el San Pablo Burgos de la Liga LEB Oro.
El 30 de diciembre de 2024 se incorporó a Quimsa de la Liga Nacional de Básquet de Argentina.
El 1 de marzo de 2025 se unió al Lucentum Alicante de la Primera FEB de España, pero dejó al equipo el 10 de abril de ese año.

## Vida personal
Es autor de poesía y condujo un podcast de entrevistas.